# 지치부호 (세이부 철도)
지치부 호, 또는 치치부(일본어: ちちぶ)는 일본 세이부 철도 이케부쿠로 선 및 지치부 선을 운행하는 특급열차이다. 운행구간은 이케부쿠로 - 한노 - 세이부 지치부 구간이다.
차량은 "뉴 레드 애로(New Red Arrow)"라고 불리는 10000계 열차가 투입 된다.
이 문서에는 이케부쿠로에서 한노를 운행하는 무사시 호(일본어: むさし), 세이부 구장까지 운행하는 임시특급열차인 돔 호(일본어: ドーム), 그리고 세이부 철도 신주쿠 선 세이부 신주쿠 - 세이부 지치부 구간을 운행했던 오쿠치치부 호(일본어: おくちちぶ)에 대해서도 언급한다.

## 특징
모든 열차가 지정좌석제로 운영되며, 특급권을 별도로 구매하여야 승차할 수 있다. 정기권을 이용하는 승객은 특급권을 구매하면 승차할 수 있다.
'지치부 호'
이케부쿠로에서 세이부 지치부까지 운행한다. 주말이나 휴일에 하행선에 한해 도코로자와에서 출발하는 경우도 있다. 또한 휴일이나 이른 아침에는 60번대 열차가 투입된다.
'무사시 호'
이케부쿠로에서 한노까지 운행한다. 아침 및 저녁에만 운행하며, 연장운행하거나 원래 정차하지 않은 역에 임시로 정차하는 경우, 또는 임시열차로 운행하는 경우도 있다.
'돔 호'
세이부 구장에서 경기 및 이벤트가 있을 때 임시열차로 운행한다. 이전에는 경기 및 개최되는 이벤트마다 다른 명칭이 부여되었으나 2007년 3월 6일부터 이 이름으로 통일되어 불리기 시작했다.
덧붙여서, 안내 방송은 자동으로 방송되는 것이 아닌 승무원의 육성 방송이다.

### 정차역
- 「지치부 호」「무사시 호」

이케부쿠로 - 도코로자와 - （이나리야마 공원） - 이루마 시 - 한노 - （고마） - （쇼마루 터널 신호장）-（아시가쿠보） - 요코제 - 세이부 지치부
- 이나리야마 공원은 11월 3일 일본 항공자위대 이루마 기지 항공제 개최시 정차.
- 고마는 9월 긴추쿠다의 만주사화가 필 때 정차.
- 아시가쿠보는 세이부 철도에서 지정하는 날에만 정차. (주로 골든위크 때나 7월초에서 8월말까지)
- 쇼마루 터널 신호장은 교행을 위해 정차.(승하차는 하지 않음)
- 「무사시 호」는 지치부 야간축제등 특별한 날인 경우 요코제나 세이부 지치부까지 연장운행.

- 「돔 호」

이케부쿠로 - 도코로자와 - （니시토코로자와）-（시모야마구치）- 세이부 구장앞
- 니시토코로자와, 시모야마구치는 교행을 위해 정차.(승하차는 하지 않음)

## 연혁
- 1969년 : 세이부 지치부 선 개통으로 특급 열차 지치부 호 운행 개시.
세이부 초기 특급 차량인 5000계 전동차 투입.
운행 초기에는 도코로자와(평일에만 정차), 한노에만 중간에 정차. 또한, 야간 열차로는 고부시 호(일본어: こぶし)가 운행되었다.
- 1973년 : 평일에만 정차했던 도코로자와를 휴일에도 정차할 수 있도록 함. 또한, 아시가쿠보에도 정차 실시. 이케부쿠로 - 한노 구간을 운행하는 무사시 호 운행 실시.
- 1976년 : 지치부 관광 수요 증가를 위해 세이부 신주쿠 선 세이부 신주쿠 - 세이부 지치부 구간을 운행하는 오쿠지치부 호(일본어: おくちちぶ) 운행 실시. 또한, 이케부쿠로 - 한노 구간 운행 간격이 1시간 간격으로 조정됨.
오쿠지치부 호 정차역 : 세이부 신주쿠 - 다카다노바바 - 도코로자와 - 한노 - 아시가쿠보 - 세이부 지치부
또한, 차량 회송을 목적으로 세이부 신주쿠 -> 도코로자와 구간에 무사시 호 운행을 실시.
- 1980년 : 차량 회송을 목적으로 도코로자와 -> 세이부 신주쿠 구간에 무사시 호 운행을 실시.
- 1993년 : 10000계 열차 투입. 고에도 호 운행 실시로, 세이부 신주쿠에서 발착했던 오쿠지치부 호, 무사시 호 운행 중단. 지치부 호, 무사시 호가 이루마 시에 정차하기 시작. 오쿠지치부 호는 주말 및 휴일에만 이케부쿠로 - 세이부 지치부 구간 운행으로 변경.* 1995년 : 5000계 퇴역. 10000계로 전부 교체됨.
- 1998년 : 정차역인 아시가쿠보를 요코제로 변경. 아시가쿠보는 봄/가을 축제 때만 임시로 정차.
- 2003년 3월 12일 : 시각표 개정으로 오쿠지치부 호 폐지.
- 2003년 9월 20일 - 27일 : 관광 편의 차원에서 고마에 임시 정차 실시. 이후 가을의 임시 정차가 활성화.
- 2007년 3월 7일 : 시각표 개정으로 임시열차 돔 호가 투입.

## 차량
- 10000계
- 5000계(레드 애로 - Red Arrow) (1969년 ~ 1996년)

## 같이 보기
- 고에도 호